# گلن دیل (مریلند)
گلن دیل (به انگلیسی: Glenn Dale) شهری در ایالت مریلند کشور ایالات متحده آمریکا است که جمعیت آن در سرشماری سال ۲۰۱۰ میلادی، ۱۳٬۴۶۶ نفر بوده‌است.